# خینجوک
خینجوک (نام علمی: Pistacia khinjuk) یکی از گیاهان است.
خینجوک در ایران از جمله در بلندی‌های بالای ۲۵۰۰ در استان کهگیلویه و بویراحمد می‌روید.
این گیاه بسیار به خشکی و سرما مقاوم است.

## منبع
مرکز گردشگری علمی فرهنگی دانشجویان ایران بایگانی‌شده  در ۲۸ مارس ۲۰۰۸ توسط Wayback Machine